# ニコラ・ジギッチ
ニコラ・ジギッチ（セルビア語: Никола Жигић, ラテン文字表記: Nikola Žigić, 1980年9月25日 - ）は、ユーゴスラビア（現セルビア）・北バチュカ郡バチュカ・トポラ出身の元同国代表サッカー選手。ポジションはフォワード。

## 経歴
レッドスター・ベオグラードのエースストライカーであった。大柄な体を活かしたダイナミックなプレーで2006 FIFAワールドカップの予選突破に貢献し、本大会のコートジボワール戦では得点も挙げた。元チェコ代表のヤン・コレルと同じ身長を持つことから「セルビア版コレル」や「セルビアン・タワー」などの異名を持つ。
2006年夏、スペインのラシン・サンタンデールに加入した。年末には2006年のセルビア・サッカー協会年間最優秀選手に選出された。2006-07シーズンは身長差が42cmもあるペドロ・ムニティスと2トップを組んで11得点の活躍を見せ、2007年8月9日にバレンシアCFに移籍した。しかし、2007-08シーズンはリーグ戦でわずか1得点を挙げるに留まり、2008年夏にはバレンシアとラシンの間でジギッチのレンタル移籍で合意していたが、ジギッチ本人のサインが必要な段階になって突然姿を消し、連絡が取れない事態になった。その状況は移籍期限終了まで続き、バレンシアに残留することとなったが、冬の移籍期間の12月25日にラシンにレンタル移籍した。ラシンではムニティスと同様に身長差が40cm以上あるホナタン・ペレイラと2トップを組み、19試合で13得点した。
2010年5月26日、移籍金推定700万ユーロの4年契約でバーミンガム・シティFCに移籍した。2013-14シーズン限りでクラブとの契約が満了し6月に退団したが、2014年11月から同クラブでトレーニングを続け12月4日にシーズン終了まで再契約した。

## 代表歴

### 出場大会
- セルビア・モンテネグロ代表
  - 2006 FIFAワールドカップ
- セルビア代表
  - 2010 FIFAワールドカップ

### 試合数
- 国際Aマッチ 13試合 4得点（セルビア・モンテネグロ、2004年-2006年）[4]
- 国際Aマッチ 42試合 16得点（セルビア、2006年-2011年）[4]

| セルビア・モンテネグロ代表 | 国際Aマッチ | 国際Aマッチ |
| 年                         | 出場        | 得点        |
| -------------------------- | ----------- | ----------- |
| 2004                       | 1           | 0           |
| 2005                       | 9           | 3           |
| 2006                       | 3           | 1           |
| 通算                       | 13          | 4           |

| セルビア代表 | 国際Aマッチ | 国際Aマッチ |
| 年           | 出場        | 得点        |
| ------------ | ----------- | ----------- |
| 2006         | 6           | 3           |
| 2007         | 6           | 4           |
| 2008         | 6           | 2           |
| 2009         | 8           | 3           |
| 2010         | 12          | 4           |
| 2011         | 4           | 0           |
| 通算         | 42          | 16          |

## タイトル

### クラブ
レッドスター
- セルビア・モンテネグロ・リーグ : 2003-04, 2005-06
- セルビア・モンテネグロカップ 2003-04, 2005-06

バレンシア
- コパ・デル・レイ : 2007-08

バーミンガム
- フットボールリーグカップ : 2010-11

### 個人
- セルビア・モンテネグロ・リーグ得点王 : 2003-04
- セルビア年間最優秀選手 : 2003, 2007